# Swiss Basketball League 2022-2023
La Swiss Basketball League 2022-2023 è la 92ª edizione del massimo campionato svizzero di pallacanestro maschile.

## Squadre partecipanti
| Squadra          | Città     | Arena                          | Capacità |
| ---------------- | --------- | ------------------------------ | -------- |
| Boncourt         | Boncourt  | Le Chaudron                    | 1 500    |
| Fribourg Olympic | Friborgo  | Site Sportif Saint-Léonard     | 3 000    |
| Lions de Genève  | Ginevra   | Salle polyvalente Pommier      | 2 000    |
| Lugano Tigers    | Lugano    | Istituto Elvetico              | 1 000    |
| BBC Monthey      | Monthey   | Reposieux                      | 800      |
| SAM Massagno     | Massagno  | Scuole Elementari Nosedo       | 800      |
| Starwings        | Basilea   | Sporthalle Birsfelden          | 2 000    |
| Neuchâtel        | Neuchâtel | Halle de sport de La Riveraine | 2 500    |
| BBC Nyon         | Nyon      | Centre sportif du Rocher       | 1 500    |
| Swiss Central    | Lucerna   | Schulsportanlage Staffeln      | 400      |
| Vevey Riviera    | Vevey     | Galeries du Rivage             | 1 200    |

## Allenatori e primatisti
Aggiornato al 29 aprile 2023
| Squadra              | Allenatore                                                                     | Capitano           | Maggiori presenze in RS           | Top scorer "La Mobilière" |
| -------------------- | ------------------------------------------------------------------------------ | ------------------ | --------------------------------- | ------------------------- |
| BBC Monthey-Chablais | Patrick Pembele                                                                | Markel Humphrey    | 3 giocatori (30)                  | John Chandler (512)       |
| BBC Nyon             | Stefan Ivanović                                                                | William Van Rooij  | 5 giocatori (30)                  | Colin Dougherty (528)     |
| BC Boncourt          | Étienne Faye                                                                   | Josh Brown         | Kevin Monteiro (27)               | Martins Igbanu (541)      |
| Fribourg Olympic     | Petar Aleksić                                                                  | Boris Mbala        | 3 giocatori (29)                  | Boris Mbala (347)         |
| Lions de Genève      | Alain Attalah (fino all'11 marzo 2023) Dragan Andrejević (dal 15 marzo 2023)   | Bryan Colón        | Noé Anabir (28)                   | Bryan Colón (474)         |
| Lugano Tigers        | Valter Montini                                                                 | Andrea Bracelli    | Matteo Mina (30)                  | Isaiah Ross (574)         |
| Spinelli Massagno    | Robbi Gubitosa                                                                 | Daniel Andjelkovic | Alexander Martino (30)            | Dušan Mlađan (407)        |
| Starwings            | Antonios Doukas                                                                | Vid Milenković     | Dennis Fasnacht (30)              | De'Shawn Williams (492)   |
| Union Neuchâtel      | Mitar Trivunović                                                               | Killian Martin     | Arkim Robertson (30)              | Dalan Ancrum (457)        |
| Swiss Central        | Orlando Bär (fino all'8 febbraio 2023) Rajko Krivokapić (dall'8 febbraio 2023) | Stan Leemans       | Tre'vion Lamar (30)               | Tre'vion Lamar (477)      |
| Vevey Riviera        | Nikša Bavčević                                                                 | Jonathan Dubas     | Tyrell Johnson Mike Williams (30) | Malik Johnson (481)       |

## Regular season
| Pos | Squadra              | G  | V  | P  | PF   | PS   | DP   | Pt | Qualificazione            |
| --- | -------------------- | -- | -- | -- | ---- | ---- | ---- | -- | ------------------------- |
| 1   | Spinelli Massagno    | 30 | 26 | 4  | 2723 | 2226 | +497 | 52 | Qualificate per i playoff |
| 2   | Fribourg Olympic     | 30 | 26 | 4  | 2722 | 1994 | +728 | 52 | Qualificate per i playoff |
| 3   | Lions de Genève      | 30 | 19 | 11 | 2472 | 2329 | +143 | 38 | Qualificate per i playoff |
| 4   | Vevey Riviera Basket | 30 | 19 | 11 | 2432 | 2280 | +152 | 38 | Qualificate per i playoff |
| 5   | Union Neuchâtel      | 30 | 15 | 15 | 2230 | 2359 | −129 | 30 | Qualificate per i playoff |
| 6   | Nyon                 | 30 | 12 | 18 | 2215 | 2283 | −68  | 24 | Qualificate per i playoff |
| 7   | Monthey-Chablais     | 30 | 12 | 18 | 2462 | 2372 | +90  | 24 | Qualificate per i playoff |
| 8   | Boncourt             | 30 | 12 | 18 | 2231 | 2433 | −202 | 24 | Qualificate per i playoff |
| 9   | Lugano Tigers        | 30 | 12 | 18 | 2517 | 2679 | −162 | 24 |                           |
| 10  | Starwings Basket     | 30 | 7  | 23 | 2133 | 2653 | −520 | 14 |                           |
| 11  | Swiss Central Basket | 30 | 5  | 25 | 2119 | 2648 | −529 | 10 |                           |

### Statistiche

#### Statistiche individuali Regular Season
| Categoria   | Giocatore         | Squadra          | Statistica |
| ----------- | ----------------- | ---------------- | ---------- |
| Punti       | Isaiah Ross       | Lugano Tigers    | 23.0       |
| Rimbalzi    | Keith Clanton     | Lions de Genève  | 10.8       |
| Assist      | Robert Zinn       | Lugano Tigers    | 11.0       |
| Valutazione | Malik Johnson     | Vevey Riviera    | 25.8       |
| Recuperi    | Malik Johnson     | Vevey Riviera    | 2.0        |
| Palle perse | Tre'vion Lamar    | Swiss Central    | 3.7        |
| Stoppate    | Justyn Hamilton   | Lugano Tigers    | 2.0        |
| 2P%         | Arnaud Cotture    | Fribourg Olympic | 68.9%      |
| 3P%         | Brunelle Tutonda  | BBC Monthey      | 48.0%      |
| FT%         | De'Shawn Williams | Vevey Riviera    | 95.3%      |

#### Statistiche giocatori formati in Svizzera
| Categoria   | Giocatore        | Squadra          | Statistica |
| ----------- | ---------------- | ---------------- | ---------- |
| Punti       | Bryan Colón      | Lions de Genève  | 19.0       |
| Rimbalzi    | Jonathan Dubas   | Vevey Riviera    | 8.3        |
| Assist      | Robert Zinn      | Lugano Tigers    | 11.0       |
| Valutazione | Robert Zinn      | Lugano Tigers    | 25.4       |
| Recuperi    | Jérémy Jaunin    | BBC Nyon         | 1.6        |
| Stoppate    | Arnaud Cotture   | Fribourg Olympic | 1.6        |
| 2P%         | Arnaud Cotture   | Fribourg Olympic | 68.9%      |
| 3P%         | Brunelle Tutonda | BBC Monthey      | 48.0%      |
| FT%         | Dušan Mlađan     | SAM Massagno     | 87.9%      |

#### Migliori prestazioni individuali in RS
| Categoria   | Giocatore                      | Squadra                 | Statistica | Avversario                      |
| ----------- | ------------------------------ | ----------------------- | ---------- | ------------------------------- |
| Punti       | Isaiah Williams                | SAM Massagno            | 50         | vs Lions de Genève              |
| Rimbalzi    | Noah Dickerson Justyn Hamilton | Starwings Lugano Tigers | 22         | vs BBC Monthey vs Vevey Riviera |
| Assist      | Malik Johnson                  | Vevey Riviera           | 21         | vs Lugano Tigers                |
| Recuperi    | Malik Johnson                  | Vevey Riviera           | 7          | vs Swiss Central                |
| Stoppate    | Justyn Hamilton                | Lugano Tigers           | 6          | vs Vevey Riviera                |
| Valutazione | Isaiah Williams                | SAM Massagno            | 55         | vs Lions de Genève              |

## Playoff
|  | Quarti di finale | Quarti di finale | Quarti di finale | Quarti di finale | Quarti di finale | Quarti di finale | Quarti di finale |  |  | Semifinali | Semifinali       | Semifinali | Semifinali       | Semifinali | Semifinali | Semifinali |    |   | Finale | Finale       | Finale | Finale | Finale | Finale | Finale |  |
|  |                  |                  |                  |                  |                  |                  |                  |  |  |            |                  |            |                  |            |            |            |    |   |        |              |        |        |        |        |        |  |
|  | 1                | SAM Massagno     | 111              | 101              | 132              | –                | –                |  |  |            |                  |            |                  |            |            |            |    |   |        |              |        |        |        |        |        |  |
|  | 8                | Boncourt         | 61               | 69               | 85               | –                | –                |  |  | 1          | SAM Massagno     | 69         | 103              | 74         | 74         | –          |    |   |        |              |        |        |        |        |        |  |
|  | 4                | Vevey Riviera    | 71               | 95               | 72               | 64               | 68               |  |  | 5          | Neuchâtel        | 76         | 58               | 64         | 65         | –          |    |   |        |              |        |        |        |        |        |  |
|  | 5                | Neuchâtel        | 75               | 65               | 42               | 75               | 70               |  |  |            |                  |            |                  |            |            |            |    |   | 1      | SAM Massagno | 80     | 77     | 81     | 70     | –      |  |
|  | 2                | Fribourg Olympic | 91               | 97               | 108              | -                | –                |  |  |            |                  | 2          | Fribourg Olympic | 108        | 76         | 95         | 82 | – |        |              |        |        |        |        |        |  |
|  | 7                | BBC Monthey      | 67               | 76               | 65               | -                | –                |  |  | 2          | Fribourg Olympic | 86         | 99               | 93         | -          | –          |    |   |        |              |        |        |        |        |        |  |
|  | 3                | Lions de Genève  | 83               | 74               | 79               | –                | –                |  |  | 3          | Lions de Genève  | 82         | 71               | 77         | -          | –          |    |   |        |              |        |        |        |        |        |  |
|  | 6                | BBC Nyon         | 59               | 68               | 64               | –                | –                |  |  |            |                  |            |                  |            |            |            |    |   |        |              |        |        |        |        |        |  |

### Finali

#### Spinelli Massagno - Fribourg Olympic
| Arbitri: | Sébastien Clivaz Kenny Jeanmonod Fabiano Vitalini |

|                                  |            |                              |
| Bogues 18 M. Mlađan 9 Williams 9 | Punti      | 25 Jordan 20 Kovac 15 Gravet |
| Williams 3                       | Assist     | 4 Jordan, Freeman            |
| James 6                          | Rimbalzi   | 7 Mbala                      |
| Robbi Gubitosa                   | Allenatori | Petar Aleksić                |

| Arbitri: | Markos Michaelides Slobodan Novakovic David Mazzoni |

|                                    |            |                                     |
| Bogues 24 Williams 17 M. Mlađan 12 | Punti      | 19 Ballard 17 N. Jurkovitz 13 Kovac |
| Williams 2                         | Assist     | 3 Jordan, Kovac                     |
| Galloway, M. Mlađan 7              | Rimbalzi   | 11 Ballard                          |
| Robbi Gubitosa                     | Allenatori | Petar Aleksić                       |

| Arbitri: | Sébastien Clivaz Bosko Stojcev Martin Demierre |

|                              |            |                                     |
| Kovac 21 Ballard 19 Mbala 16 | Punti      | 25 M. Mlađan 14 Bogues 13 D. Mlađan |
| Jordan 12                    | Assist     | 5 D. Mlađan                         |
| Ballard 6                    | Rimbalzi   | 8 M. Mlađan                         |
| Petar Aleksić                | Allenatori | Robbi Gubitosa                      |

| Arbitri: | Markos Michaelides Slobodan Novakovic Bosko Stojcev |

|                              |            |                                 |
| Kovac 17 Mbala 16 Cotture 12 | Punti      | 21 Bogues 13 James 11 M. Mlađan |
| Jordan 7                     | Assist     | 3 D. Mlađan, Bogues, Martino    |
| Ballard 11                   | Rimbalzi   | 10 Galloway                     |
| Petar Aleksić                | Allenatori | Salvatore Cabibbo               |

### Squadra campione
- Campione di Svizzera:  Fribourg Olympic (21º titolo)

| Fribourg Olympic Basket Club 2022-23 | Fribourg Olympic Basket Club 2022-23 |
| Giocatori                            | Staff tecnico                        |
| ------------------------------------ | ------------------------------------ |

| N. | Naz.                                          | Ruolo | Nome            | Anno | Alt.   | Peso |  |
| -- | --------------------------------------------- | ----- | --------------- | ---- | ------ | ---- |  |
| 1  | Svizzera (bandiera)                           | GA    | Boris Mbala (C) | 1996 | 190 cm |      |  |
| 2  | Stati Uniti (bandiera)                        | PG    | Davonta Jordan  | 1997 | 188 cm |      |  |
| 4  | Serbia (bandiera)                             | C     | Miloš Janković  | 1994 | 206 cm |      |  |
| 6  | Svizzera (bandiera)                           | A     | Paul Gravet     | 1995 | 204 cm |      |  |
| 7  | Svizzera (bandiera)                           | PG    | Jonathan Kazadi | 1991 | 194 cm |      |  |
| 8  | Stati Uniti (bandiera)                        | G     | Matt Milon      | 1996 | 194 cm |      |  |
| 12 | Svizzera (bandiera) · RD del Congo (bandiera) | A     | Rodin Sangwa    | 2002 | 200 cm |      |  |
| 14 | Svizzera (bandiera)                           | PG    | Nikola Aleksic  | 2005 | 188 cm |      |  |
| 19 | Serbia (bandiera)                             | C     | Uroš Nikolić    | 1987 | 208 cm |      |  |
| 20 | Svizzera (bandiera)                           | AC    | Arnaud Cotture  | 1995 | 203 cm |      |  |
| 21 | Svizzera (bandiera)                           | P     | Yuri Solcà      | 2000 | 189 cm |      |  |
| 22 | Svizzera (bandiera) · Francia (bandiera)      | A     | Aloïs Leyrolles | 2004 | 203 cm |      |  |
| 99 | Svizzera (bandiera) · Francia (bandiera)      | A     | Natan Jurkovitz | 1995 | 202 cm |      |  |
| 18 | Stati Uniti (bandiera)                        | A     | Antonio Ballard | 1988 | 193 cm |      |  |
| 24 | Svizzera (bandiera)                           | GA    | Roberto Kovac   | 1990 | 190 cm |      |  |
| -  | Stati Uniti (bandiera)                        | PG    | James Freeman   | 1992 | 189 cm |      |  |

| Allenatore                                                                        |
| - Petar Aleksić                                                                   |
| Assistente/i                                                                      |
| - Ivica Radosavljević Legenda - (C) Capitano - (IN) Inattivo - Infortunato Roster |